# Günter Lüling
Günter Lüling (* 25. Oktober 1928 in Warna, Bulgarien; † 10. September 2014 in Erlangen) war ein deutscher Theologe, Staatswissenschaftler sowie promovierter Arabist und Islamwissenschaftler. Lüling war zeitweilig Direktor des deutschen Goethe-Instituts in Aleppo (Syrien) und gilt aufgrund seiner kontroversen Studien zum christlichen-häretischen Ursprung des Korans als wichtiger früher Vertreter der antitraditionalistischen Koranforschung.

## Biographie
Die Lüling-Familie hat weit zurückreichende Verbindungen in den Nahen Osten und zur Orientalistik: Der preußische General Theodor Lüling (* 1762) war als Gesandter an der Hohen Pforte in Konstantinopel tätig, und Lülings Vater Gerhard kämpfte als preußischer Offizier von 1916 bis 1918 im deutschen kaiserlichen Asien-Korps an der Seite der Osmanen. Lülings älterer Vetter Hans Heinrich Schaeder war ein international angesehener Orientalistik-Professor in Berlin und Göttingen. Von 1925 bis 1935 arbeitete Lülings Vater als Mitarbeiter des Hilfsbunds für christliches Liebeswerk im Orient.
Mit der Rückkehr nach Deutschland übernahm Lülings Vater eine protestantische Pfarrei bei Köslin (Hinterpommern). Gegen den vierzehnjährigen Günter Lüling lief in den Jahren 1942/43 ein Verfahren wegen seiner Ablehnung der Führerschaft der örtlichen Hitlerjugend. Das Urteil fiel glimpflich aus, und ab Januar 1944 diente Lüling als Marinehelfer, ab März 1945 als Panzergrenadier der Wehrmacht. Am Kriegsende geriet er in Kriegsgefangenschaft. Nach der Freilassung im Herbst 1945 wurde er zum Maurer ausgebildet.
1949 holte er in Wolfenbüttel das Abitur nach und studierte ab 1950 an der Universität Göttingen protestantische Theologie mit Spezialisierung auf das Alte Testament, die aramäische und altarabische Sprache sowie die Nebenfächer Klassische Philologie und Germanistik (theologisches Examen: 1954). Aufgrund seiner anti-trinitarischen Ansichten im Geiste Albert Schweitzers und Martin Werners waren Lüling sowohl der Kirchendienst als auch die theologische Promotion unmöglich. Darum nahm er ab 1954 ein Zweitstudium in Erlangen auf, diesmal Staatswissenschaften mit den Nebenfächern Arabistik, Islamwissenschaft, Religionswissenschaften und Soziologie, das er 1957 mit Diplom abschloss. Eine Promotion in Islamwissenschaft scheiterte, da man der Ansicht war, seine der damaligen Lehrmeinung widersprechendem Auffassungen zum Islam seien methodisch unhaltbar.
Nach seiner Hochzeit mit Hannelore Lüling arbeitete er von 1961 bis 1965 als Dozent des Goethe-Instituts München und übernahm von 1962 bis 1965 das Direktorat des Goethe-Instituts in Aleppo (Syrien), wo dem Paar zwei Kinder geboren wurden. In Syrien erlernte Lüling die arabische Umgangssprache, was ihn bei seinen späteren Arbeiten zum Urkoran entscheidend beeinflussen sollte. 1965 kehrte die Familie nach Deutschland zurück. Lüling wurde im Herbst 1965 an der Universität Erlangen zunächst Widerrufsbeamter und wissenschaftlicher Assistent im Fach Medizingeschichte, dann ab Herbst 1967 im Bereich Arabistik und Islamwissenschaft.
1970 gelang ihm mit einer Studie, in der er ausgewählte Koransuren als ursprünglich altchristliche poetische Strophen erklärte, schließlich die Promotion mit der Bewertung eximium opus, was in Erlangen damals im Regelfall der Annahme der Dissertation auch als Habilitationsschrift gleichkam. Jedoch wurde er Ende 1972 aus dem Hochschuldienst entlassen, fand keine andere Stelle in der Wissenschaft mehr und lebte bis zur Verrentung 1991 als Privatgelehrter von Arbeitslosenhilfe. Gegen seine Entlassung hatte Lüling erfolglos Rechtseinspruch erhoben; sein Antrag auf Habilitation mit einer erweiterten Fassung seiner Dissertationsschrift wurde 1974 aber abgelehnt. So wurden nach einem sechsjährigen Rechtsstreit trotz positiver Gutachten von einigen angesehenen Wissenschaftlern die Habilitationsablehnung ebenso wie seine Entlassung richterlich bestätigt.
In der deutschsprachigen Islamwissenschaft blieb Lüling ein Außenseiter. Mittlerweile ist sein korankritisches Werk in Fachkreisen – auch in muslimischen – aber weltweit bekannt. Seit 1974 veröffentlichte Günter Lüling die meisten seiner Bücher über die Verlagsbuchhandlung seiner Ehefrau. Eine der ersten Publikationen war das zur Habilitation vorgesehene Buch Über den Ur-Qur'an, das v. a. seit Erscheinen der englischen Übersetzung (2003) im Ausland kontrovers diskutiert wurde und dort im Rahmen der erstarkten anti-traditionalistischen Koranforschung eine späte Rehabilitierung erfuhr (siehe unten).
Anträge Lülings für Forschungsstipendien und eine Übersetzung von Über den Ur-Qur'an wurden regelmäßig abgelehnt. Aufgrund der akademischen Isolierung seiner Forschungen und Forschungsvorhaben veröffentlichte Lüling seine Artikel teils im Umfeld der Chronologiekritiker um Uwe Topper und Heribert Illig, wodurch seine Arbeiten in der deutschen Islamwissenschaft nur noch weiter in Verruf gerieten.
Zuletzt arbeitete Günter Lüling an einem zweibändigen Werk über die Vor- und Frühgeschichte der Hebräer, deren transgressives und mediatorisches Wirken er als maßgeblichen Faktor für die Entwicklung vom Häuptlingstum zum Königtum sowie für die Ausbildung der vorgeschichtlichen und antiken Religionen im Mittelmeerraum und im Gebiet des fruchtbaren Halbmondes sah, insbesondere der abrahamitischen Religionen, aber z. B. auch der altitalischen Kulte.

## Forschungsansatz
Bereits Ende des 19. Jahrhunderts wurden in der Orientalistik neue Ansätze zum Verständnis der Geschichte des Korans gesucht. Vertreter entsprechender Forschungen sind beispielsweise Adolf von Harnack (der die Ursprünge des Koran im Judenchristentum annahm) oder David Heinrich Müller (er wies auf einen möglichen Strophenaufbau des Koran hin), daneben auch Rudolf Geyer, Karl Vollers und Paul Kahle. Lüling baut auf diese Forschungen auf. Anhand mehrerer Suren konnte er zeigen, dass sich aus dem Korantext tatsächlich metrische Strophendichtungen in arabischer Umgangssprache rekonstruieren lassen. Die Anpassungen, die dazu im überlieferten Korantext vorgenommen werden mussten, waren minimal, es genügte, einige wenige der erst längere Zeit nach Entstehung des Koran in die arabische Schrift eingeführten diakritischen Zeichen zu ändern. Der ursprüngliche, reine Konsonantentext (Rasm) musste nicht verändert werden.
Lülings Kritik des traditionellen Korantextes und der orthodoxen Übersetzungen stützt sich nach seinen Angaben auf drei Kriterien: Philologie, Metrik und Strophenaufbau sowie Dogmenkritik. Er sieht die Rekonstruktion einer „ur-qur'anischen“ Strophe als gelungen an, wenn die neue Lesart geringere grammatikalische Probleme oder Interpretationsschwierigkeiten bietet als die ursprüngliche, wenn eine neue Übersetzung näher an der außerhalb des Koran überlieferten Wortbedeutungen, d. h. der arabischen Umgangssprache liegt, und wenn ein regelmäßiger Textaufbau und ein Reim wiederhergestellt werden konnte. In Einzelfällen ergaben sich sogar Übereinstimmungen mit historisch belegten, inzwischen aber offiziell verworfenen Deutungen einzelner Koranverse.
Aufgrund der inhaltlichen Nähe der rekonstruierten Suren zum judenchristlichen, streng monotheistischen Gedankengut (siehe beispielsweise die Interpretation des Begriffs Az-Zabaniyya) geht Lüling davon aus, dass Mohammeds ursprüngliche theologische Gegner nicht vorrangig heidnische Araber, sondern trinitarische, an die byzantinische Kirche gebundene arabische Christen waren. Diese ursprüngliche Zielrichtung sei verlorengegangen, als Jahre oder Jahrzehnte nach Mohammeds Tod der Koran zusammengestellt wurde und die neue Religion als einigende Klammer der arabischen Expansion dienen sollte, ähnlich wie die heute „Christentum“ genannte Religion ursprünglich lediglich eine Splittergruppe innerhalb der jüdischen Religionsgemeinschaft gewesen sei (das Judenchristentum habe sich bis fast in islamische Zeit in den Ebioniten erhalten), später aber zur heidenchristlichen Staatsreligion des spätantiken Römischen Reichs umgebildet worden sei.
Wichtige Grundlagen für Lülings Arbeit sind die Etymologie und die vergleichende Sprachwissenschaft. Seine Forschungen finden dabei, wie beispielsweise seine Ableitung des Wortes „Metall“ aus einer semitischen Wurzel, auch außerhalb der Orientalistik Beachtung.
Mit seinem Forschungsansatz ist Lüling ein Repräsentant der „Saarbrücker Schule“, die wiederum Teil der Revisionistischen Schule der Islamwissenschaft ist.

## Rezeption
Lülings Arbeiten wurden in fachwissenschaftlichen Kreisen über Jahrzehnte praktisch nicht rezipiert. Erst die Veröffentlichung einer englischen Übersetzung machte Lülings Thesen ab 2003 einer größeren Forschergemeinde bekannt. Die Folgen des jahrzehntelangen Übergehens sind aber weiterhin bemerkbar; Lülings Thesen sind vielen Forschern nur rudimentär bekannt, und daher wird Lüling häufig missverständlich oder sogar entgegengesetzt zu seinen Thesen zitiert. Weder hat Lüling die historische Existenz des Propheten Mohammed bestritten, noch kann Lülings Werk als Unterstützung für die Thesen Christoph Luxenbergs oder Karl-Heinz Ohligs herangezogen werden.
Die deutsche Tagespresse hat Lüling erst spät und selten gewürdigt,
Thomas Kapielski nannte ihn einen „der großen Geistes- und Religionswissenschaftler als auch Islamforscher unserer Zeit“. Nicolai Sinai kontrastierte „Lülings Verbindung von couragierten Geschichtskonstruktionen, philologischer Detailarbeit und religionsgeschichtlicher Breite“ mit der „manichäischen Klarheit seines Geschichtsverständnisses“, nach dem nur „ein mit apokalyptischer Einsicht in die Geschichtsformel begabter Philologe wie Lüling die massiven Zensuroperationen aufzudecken“ vermag. Sinai kritisierte zugleich Lülings „Selbstdarstellung als Opfer konzertierter Verfolgungsmassnahmen“.
Am 19. und 20. Juni 2015 fand in Erlangen ein Internationales Symposium mit dem Titel „Kritische Koranhermeneutik – Günter Lüling in Memoriam“ statt. Ein Ziel dieser Veranstaltung war eine Würdigung des wissenschaftlichen Werkes von Günter Lüling.

## Veröffentlichungen
- Kritisch-exegetische Untersuchung des Qur'antextes, Erlangen 1970 (Inaugural-Dissertation)
- Die einzigartige Perle des Suwaid b. Ab¯i K¯ahil [Ibn-Ab¯i-K¯ahil] al-Yaskur¯i, zweiter Teil — Über die eindeutige Christlichkeit dieses in der vorislamischen Heidenzeit hochgerühmten Gedichtes, Erlangen 1973
- Über den Ur-Qur'an. Ansätze zur Rekonstruktion vorislamischer christlicher Strophenlieder im Qur'an, Erlangen 1974 (Neudruck: 1990, 3. korr. Aufl.: 2004), ISBN 3-922317-18-9
- Zwei Aufsätze zur Religions- und Geistesgeschichte, darin: 1. „Der vorgeschichtliche Sinn des Wortes ‚Metall‘“ & 2. „Avicenna und seine buddhistische Herkunft“, Erlangen 1977
- Der christliche Kult an der vorislamischen Kaaba als Problem der Islamwissenschaft und christlichen Theologie, Erlangen 1977 (2. korr. Aufl.: 1992), ISBN 3-922317-16-2
- Die Wiederentdeckung des Propheten Muhammad. Eine Kritik am ‚christlichen‘ Abendland, Erlangen 1981, ISBN 3-922317-07-3
  - Rezension von A. A. Brocket in: International Journal of Middle East Studies, Bd. 13, Nr. 4, 1981, S. 519–521
- „Das Passahlamm und die Altarabische ‚Mutter der Blutrache‘, die Hyäne. Das Passahopfer als Initiationsritus zu Blutrache und heiligem Krieg“, in: Zeitschrift für Religion und Geistesgeschichte 34, Leiden 1982, S. 131–147, ISBN 3-922317-11-1
- „Archaische Wörter und Sachen im Wallfahrtswesen am Zionsberg“, in: Dielheimer Blätter zum Alten Testament 20, 1984, S. 52–59
- Sprache und archaisches Denken. Neun Aufsätze zur Geistes- und Religionsgeschichte, Erlangen 1985, ISBN 3-922317-13-8
- A challenge to Islam for reformation. The rediscovery and reliable reconstruction of a comprehensive pre-Islamic Christian hymnal hidden in the Koran under earliest Islamic reinterpretations, Motilal Banarsidass Publishers, New Delhi 2003 (rev. und erw. engl. Ausgabe von Über den Ur-Koran), ISBN 81-2081952-7
- Sprache und Archaisches Denken. Aufsätze zur Geistes- und Religionsgeschichte, Erlangen 2005

- Weitere Aufsätze:
  - „Islam und Geschichte Israels“, Beitragsentwurf zum Colloqium „Koran and Hadith“ (Univ. Cambridge), Erlangen 1985
  - „Semitisch Repha'im und Teraphîm sowie griechisch Orpheus“, in: Zeitensprünge Bd. 1, 1995, S. 31–35
  - „Europäische Investitur und archaisches semitisches Maskenwesen“, in: Zeitensprünge Bd. 4, 1995, S. 432–449
  - „Das Blutrecht (die Blutrache) der archaisch-mythischen Stammesgesellschaft. Zum schriftkulturellen Staatsrecht“, in: Zeitensprünge. Interdisziplinäres Bulletin, Bd. 2, 1999, S. 217–227
  - „Das Problem Hebräer“, in: Zeitensprünge Bd. 2, 2000, S. 180–193
  - „Preußen von gestern und der Islam von morgen“ (PDF-Datei; 167 kB), Erlangen 2006, in: Aufklärung und Kritik. Zeitschrift für freies Denken und humanistische Philosophie, Sonderheft 13 (2007): Islamismus. S. 291–310